# Lanterna Verde/Freccia Verde
Lanterna Verde/Freccia Verde (Green Lantern/Green Arrow) è il nome di una serie di storie a fumetti realizzate da Dennis O'Neil (scrittore) e Neal Adams (disegnatore) e pubblicate dalla DC Comics tra il 1970 e il 1972.
Si tratta di 14 storie pubblicate su Green Lantern vol. 2 (dal n. 76 al n. 87, più il n. 89) e di 3 storie brevi pubblicate su The Flash vol. 1 nn. 217-219, tutte aventi come protagonisti Lanterna Verde (Hal Jordan) e Freccia Verde (Oliver Queen). Nelle ultime ristampe è stata aggiunta anche una storia breve apparsa su The Flash vol. 1 n. 226, in quanto realizzata sempre da O'Neil e Adams, anche se appare solamente Lanterna Verde.

## Storia editoriale
All'inizio degli anni settanta l'editor della DC Julius Schwartz decise con lo scrittore Dennis O'Neil e il disegnatore Neal Adams di dare una svolta alla serie Green Lantern trattando anche i temi sociali e politici che in quegli anni erano pressanti nell'opinione pubblica. Dal numero 76 (aprile 1970) al personaggio di Hal Jordan affiancarono quindi Oliver Queen nei panni di Freccia Verde, e il logo della copertina divenne "Green Lantern Co-Starring Green Arrow" (anche se il titolo ufficiale della serie rimase Green Lantern).
In quelle storie questa coppia di eroi viaggiava attraverso gli Stati Uniti a bordo di un furgone, scoprendo i problemi del "mondo reale" (corruzione, razzismo, inquinamento, sovrappopolazione), ai quali reagivano in modi diversi: Lanterna Verde come un uomo ligio alla legge, che voleva lavorare all'interno del sistema, in collaborazione con il governo e con la legge; Freccia Verde invece come un iconoclasta liberale, che invocava l'azione diretta, il cambiamento radicale. Lanterna Verde si occupava direttamente dei criminali, Freccia Verde propugnava la necessità di un cambiamento sociale. I due spesso litigavano su quale fosse il modo giusto di comportarsi in certe situazioni, e Queen convinse Jordan a guardare oltre la rigida obbedienza al Corpo delle Lanterne Verdi per aiutare coloro che venivano discriminati. Come spiegò O'Neil: "Poteva essere un bell'anarchico dalla testa calda, in contrasto con il cerebrale cittadino modello che era Lanterna Verde".
Lo scrittore Denny O'Neil si ispirò anche ad avvenimenti attuali, come gli omicidi della Manson Family, nei numeri 78-79 (A Kind of Loving), dove Black Canary cade brevemente sotto l'influsso di un falso profeta che promuove violenza. Durante quel ciclo di storie venne pubblicata la storia in due parti Snowbirds Don't Fly (nn. 85-86), nella quale si scoprì che Speedy, la spalla adolescente di Freccia Verde, aveva sviluppato una forte dipendenza dall'eroina. Nel suo zelo nel salvare gli Stati Uniti, Oliver Queen aveva fallito nella sua responsabilità personale verso Speedy, che avrebbe superato la sua dipendenza con l'aiuto di Black Canary. Questa storia ricevette una lettera di complimenti da parte del sindaco di New York, John V. Lindsay, poi pubblicata sul numero 86. Le storie di quel ciclo ebbero un grande successo di critica, vennero citate in molti quotidiani e riviste, e gli autori vennero invitati nelle università e negli show televisivi; alcuni giornali sottolinearono come fossero un esempio di come i fumetti stessero crescendo. La serie non fu però un successo commerciale, e, dopo che a causa di problemi nelle scadenze il numero 88 fu un numero di ristampe, la serie venne conclusa con il numero 89 dell'aprile-maggio 1972, dopo 14 numeri.
Il duo fu spostato nelle storie brevi in fondo agli albi di The Flash (vol. 1) dal n. 217 al n. 219. Dopo questa storia in tre parti, Lanterna Verde continuò a essere protagonista nelle storie brevi su The Flash, mentre le storie brevi di Freccia Verde cominciarono ad apparire su Action Comics.
Nel 1976 la serie Green Lantern venne rilanciata con un nuovo sodalizio tra Lanterna Verde e Freccia Verde, protagonisti di storie con un più classico stampo supereroistico. Dennis O'Neil riprese il ruolo di scrittore della serie, mentre i disegni passarono a Mike Grell.

## Pubblicazioni
- Green Lantern vol. 2 n. 76: Nessun malvagio sfugga alla mia ronda! (No Evil Shall Escape My Sight!), aprile 1970, 23 pagine
- Green Lantern vol. 2 n. 77: In viaggio verso Desolazione! (Journey to Desolation!), giugno 1970, 23 pagine
- Green Lantern vol. 2 n. 78: Una forma di amore, un modo di morire! (A Kind of Loving, a Way of Death!), luglio 1970, 24 pagine
- Green Lantern vol. 2 n. 79: Ulysses Star è ancora vivo! (Ulysses Star Is Still Alive!), settembre 1970, 22 pagine
- Green Lantern vol. 2 n. 80: Anche un immortale può morire! (Even an Immortal Can Die!), ottobre 1970, 22 pagine
- Green Lantern vol. 2 n. 81: Che la morte sia il mio destino! (Death Be My Destiny!), dicembre 1970, 22 pagine
- Green Lantern vol. 2 n. 82: Come combattere un incubo? (How Do You Fight a Nightmare?), febbraio-marzo 1971, 22 pagine
- Green Lantern vol. 2 n. 83: ...e una bambina li annienterà! (...and a Child Shall Destroy Them!), aprile-maggio 1971, 22 pagine
- Green Lantern vol. 2 n. 84: Pericolo di plastica (Peril in Plastic!), giugno-luglio 1971, 22 pagine
- Green Lantern vol. 2 n. 85: I drogati non volano (Snowbirds Don't Fly!), agosto-settembre 1971, 22 pagine
- Green Lantern vol. 2 n. 86: Dicono mi ucciderà... ma non dicono quando! (The Say It'll Kill Me... but The Won't Say When!), ottobre-novembre 1971, 25 pagine
- Green Lantern vol. 2 n. 87 (dicembre 1971-gennaio 1972):
  - Si guardi dal mio potere (Beware My Power), 13 pagine
  - Cosa può fare un uomo da solo? (What Can One Man Do?), 13 pagine
- Green Lantern vol. 2 n. 89: ...e attraverso lui salvare un mondo... (...and Through Him Save a World...), aprile-maggio 1972, 25 pagine
- The Flash vol. 1 n. 217: L'uccisione di un arciere! (The Killing of an Archer!), agosto-settembre 1972, 10 pagine
- The Flash vol. 1 n. 218: Freccia Verde è morto! (Green Arrow Is Dead!), ottobre-novembre 1972, 10 pagine
- The Flash vol. 1 n. 219: Il destino di un arciere (The Fate of an Archer), dicembre 1972-gennaio 1973, 10 pagine
- The Flash vol. 1 n. 226: L'Anello del Potere senza potere! (The powerless Power Ring!), febbraio-marzo 1974, 8 pagine

### Ristampe
- Green Lantern/Green Arrow nn. 1-8 (ottobre 1983-aprile 1984)
- Green Lantern/Green Arrow Collection (brossurati)
  - Green Lantern/Green Arrow Collection Vol. 1: Hard-Traveling Heroes, 1992 (contiene Green Lantern nn. 76-82)
  - Green Lantern/Green Arrow Collection Vol. 2: More Hard-Traveling Heroes, 1993 (contiene Green Lantern nn. 83-87, 89 e The Flash vol. 1 nn. 217-219)
- The Green Lantern/Green Arrow Collection, 2000 (cartonato, contiene Green Lantern nn. 76-87, 89 e The Flash vol. 1 nn. 217-219)
- Green Lantern/Green Arrow (brossurati)
  - Green Lantern/Green Arrow Vol. 1, 2004, 176 pagine, ISBN 1401202241 (contiene Green Lantern nn. 76-82)[4]
  - Green Lantern/Green Arrow Collection Vol. 2: More Hard-Traveling Heroes, 2004, 192 pagine, ISBN 1401202306 (contiene Green Lantern nn. 83-87, 89 e The Flash vol. 1 nn. 217-219, 226)[5]
- Green Lantern: Emerald Allies (contiene Green Arrow vol. 2 nn. 104, 110–111, 125–126 e Green Lantern vol. 2 nn. 76–77, 92)

### Pubblicazioni italiane
In Italia la serie è stata pubblicata dalla Play Press sulla collana Play Book:
- Play Book n. 20 (contiene Green Lantern nn. 76-82)
- Play Book n. 24 (contiene Green Lantern nn. 83-87, 89 e The Flash vol. 1 nn. 217-219)

Successivamente la serie è stata ristampata dalla Planeta DeAgostini in un volume cartonato da libreria:
- Lanterna Verde/Freccia Verde Absolute, 2006, 384 pagine (contiene Green Lantern nn. 76-87, 89 e The Flash vol. 1 nn. 217-219, 226)[6]

Col passaggio dei diritti di pubblicazione del materiale DC in Italia a PaniniComics, nel 2021 la serie approda anche in edicola all'interno della collana SuperEroi - Le Leggende DC: 
- SuperEroi - Le Leggende DC n.17. Lanterna Verde/Freccia Verde parte 1 , 2021, 128 pagine (contiene Green Lantern nn. 76-80)[7]
- SuperEroi - Le Leggende DC n.18. Lanterna Verde/Freccia Verde parte 2 , 2021, 128 pagine (contiene Green Lantern nn. 81-85)[7]
- SuperEroi - Le Leggende DC n.19. Lanterna Verde/Freccia Verde parte 3 , 2021, 128 pagine (contiene Green Lantern nn. 86-87, 89 e The Flash vol. 1 nn. 217-219, 226)[7]

## Autori
- Testi: Dennis O'Neil (Green Lantern nn. 76-87 e 89, The Flash nn. 217-219, 226), e Elliot S! Maggin (Green Lantern n. 87)
- Disegni: Neal Adams
- Chine: Neal Adams (Green Lantern nn. 76, 85 e 89, The Flash n. 219), Frank Giacoia (Green Lantern nn. 77-78), Dan Adkins (Green Lantern n. 79), Dick Giordano (Green Lantern nn. 80-83 e 86-87, The Flash nn. 217-218, 226), Berni Wrightson (Green Lantern nn. 82, 84), Mike Peppe (Green Lantern n. 80, non accreditato[2])
- Colori: Cory Adams (Green Lantern nn. 76-87 e 89, The Flash nn. 217-219), Tanya e Richard Horie (The Flash n. 226)
- Copertine: Neal Adams (Green Lantern nn. 76-87, 89)
- Colori di copertina: Jack Adler (Green Lantern nn. 76-87, 89)

## Premi
- 1970 - Shazam Award come Best Continuing Feature
- 1970 - Shazam Award come Best Individual Story (No Evil Shall Escape My Sight, Green Lantern vol. 2 n. 76)
- 1970 - Shazam Award come Best Writer (Dramatic Division) (Dennis O'Neil)
- 1970 - Shazam Award come Best Artist (Dramatic Division) (Neal Adams)
- 1970 - Shazam Award come Best Inker (Dramatic Division) (Dick Giordano)
- 1971 - Shazam Award come Best Individual Story (Snowbirds Don't Fly, Green Lantern vol. 2 n. 85)
- 1971 - Shazam Award come Best Inker (Dramatic Division) (Dick Giordano)